# 赤松クニユキ
赤松クニユキ（あかまつ くにゆき、1971年12月23日 - ）は日本の男性シンガーソングライター。音楽プロデューサー。本名：赤松邦之。愛媛県宇和島市吉田町出身。

## 来歴
愛媛県立宇和島東高等学校で野球部に在籍、甲子園出場（在籍時に選抜全国制覇を経験）とともにバンド活動をしていた。高校卒業後、航空自衛隊入隊後もバンドを結成し、2003年にユニバーサルミュージックよりメジャー・デビュー。現在に至るまで会社員と音楽活動を並行している。
2003年3月20日、サンダルバッヂとしてシングル「思ヒ空」を発表。2004年までメンバーを替えながらも活動。2006年からユニット「赤丸」を結成。しばらく活動休止後、2011年より新生サンダルバッヂとして活動再開。サンダルバッヂ名義ではアルバム4枚とシングル4枚を発表する。
2018年、西日本豪雨で故郷の宇和島市吉田町が被災した折に支援物資を載せた車を自ら走らせ復旧活動を行う。並行して復興支援ライブの開催や音楽イベントに出演し、来場者や関係者から募った義援金を被災地に届ける橋渡し役を担う。
2019年、台風15号/台風19号、豪雨で被災した千葉県へ音楽活動を通じて支援を行う。
2019年12月23日に初のソロアルバム「クリームパン」発売。2020年3月25日に全国リリース。近年はソロ活動の他にゲストミュージシャンを迎えての全国各地で有観客ライブを、2020年からのライブは有観客と配信を併せて行っている。
音楽プロデューサーとしては、自身の妹である演歌歌手の赤庄めぐみが2014年10月12日に発売したCD「うた」を手がける。
ジャズボーカリストの情家みえが2015年12月23日に発売したCD「Goodbye Today」は赤松邦之輔名義でのプロデュースの他に楽曲提供とギタリストとして携わる。

## 人物
Amebaブログ「赤松クニユキのイチ!二!サンダルバッヂ!」上にて音楽活動情報に加えて自然災害発生時の対処法を公開中である。
プライベートではサンダルバッヂ名義で楽曲「750cc（ナナハン）」を発表するほどのバイク好き。現在は愛犬ハナとの暮らしを楽しんでいる。ファッションはハンチング帽がトレードマークで十数個所有している。ステージではダナー社のダナーライトを好んで履いている。

## ディスコグラフィー

### アルバム
| 枚 | 発売日         | タイトル     |
| -- | -------------- | ------------ |
| １ | 2019年12月23日 | クリームパン |

収録曲
作詞・作曲:赤松クニユキ
1. 目黒川
2. シャボン
3. 恋わずらい
4. ブルー
5. 風鈴

参加メンバー
vo/g 赤松クニユキ
pf 後藤浩二
ag 関家雅司
dr Ryo Shibata/菊池政利/片山晴翔
b 青木"センパイ"義治/Yoshimoto（カグライフ）
スタッフ
編曲　原文雄（1 - 4）
レコーディング・エンジニア　石田建次郎

### 公式アカウント
- 赤松クニユキ (@sandalbadge) - X（旧Twitter）
- 赤松クニユキ (@akama92) - Instagram
- 赤松クニユキ (kuniyukiakamats) - Facebook
- 「赤松クニユキのイチ!ニ!サンダルバッヂ!」 - Ameba Blog